# Copa Itália de Voleibol Masculino de 2020–21
A Copa Itália de Voleibol Masculino de 2020–21 foi a 43.ª edição desta competição organizada pela Lega Pallavolo Serie A, consórcio de clubes filiado à Federação Italiana de Voleibol (FIPAV). Ocorreu de 13 de setembro de 2020 a 31 de janeiro de 2021, e teve como vencedor o Lube Macerata.

## Regulamento
Participaram as 12 equipes inscritas na SuperLega de 2019–20. Os 4 melhores classificados da temporada se classificaram automaticamente para as quartas de final. As 8 equipes restantes foram divididas em dois grupos constituídos por 4 equipes cada, formados de acordo com o critério serpentino baseado na classificação da temporada 2019–20. Essas oito equipes, portanto, jogaram um grupo de estilo italiano com partidas unilaterais para um total de três partidas por equipe, sendo que as duas melhores equipes de cada grupo jogaram duas partidas em casa e uma fora. As duas primeiras equipes de cada grupo se juntaram às outras quatro já classificadas para as quartas de final.
Os emparelhamentos das quartas de final foram feitos de acordo com a classificação ao final da primeira rodada da temporada regular da SuperLega de 2019–20, e foram disputadas em jogo único na casa da equipe com a melhor classificação. Os quatro vencedores avançaram para o final four.

## Equipes participantes
| - Callipo Sport - Lube Macerata - Modena Volley - Pallavolo Padova - Porto Robur Costa - Powervolley Milano | - Sir Safety Perugia - Top Volley - Trentino Volley - Verona Volley - Volley Milano - You Energy |

## Grupos
| Grupo A            | Grupo B           |
| ------------------ | ----------------- |
| Verona Volley      | Pallavolo Padova  |
| Callipo Sport      | Porto Robur Costa |
| Volley Milano      | Top Volley        |
| Powervolley Milano | You Energy        |

## Fase de grupos
|  | Classificado para as quartas de final |

### Grupo A
|     |                    |     | Jogos | Jogos | Jogos | Resultados | Resultados | Resultados | Resultados | Resultados | Resultados | Sets | Sets | Sets  | Pontos | Pontos | Pontos |
| Pos | Equipe             | Pts | T     | V     | D     | 3–0        | 3–1        | 3–2        | 2–3        | 1–3        | 0–3        | V    | P    | R     | V      | P      | R      |
| --- | ------------------ | --- | ----- | ----- | ----- | ---------- | ---------- | ---------- | ---------- | ---------- | ---------- | ---- | ---- | ----- | ------ | ------ | ------ |
| 1   | Volley Milano      | 7   | 3     | 3     | 0     | 1          | 0          | 2          | 0          | 0          | 0          | 9    | 4    | 2.250 | 302    | 251    | 1.203  |
| 2   | Powervolley Milano | 7   | 3     | 2     | 1     | 1          | 1          | 0          | 1          | 0          | 0          | 8    | 4    | 2,000 | 273    | 245    | 1.114  |
| 3   | Callipo Sport      | 3   | 3     | 1     | 2     | 1          | 0          | 0          | 0          | 1          | 1          | 4    | 6    | 0.667 | 209    | 239    | 0.874  |
| 4   | Verona Volley      | 1   | 3     | 0     | 3     | 0          | 0          | 0          | 1          | 0          | 2          | 2    | 9    | 0.222 | 216    | 265    | 0.815  |

| Data   | Hora  |                    | Placar |                    | Set 1 | Set 2 | Set 3 | Set 4 | Set 5 | Total   | Relatório |
| ------ | ----- | ------------------ | ------ | ------------------ | ----- | ----- | ----- | ----- | ----- | ------- | --------- |
| 13 set | 18:00 | Powervolley Milano | 3–0    | Verona Volley      | 25–21 | 25–17 | 25–17 |       |       | 75–55   | Relatório |
| 13 set | 18:00 | Volley Milano      | 3–0    | Callipo Sport      | 25–18 | 25–19 | 25–19 |       |       | 75–56   | Relatório |
| 20 set | 18:00 | Verona Volley      | 2–3    | Volley Milano      | 16–25 | 15–25 | 25–22 | 28–26 | 8–15  | 92–113  | Relatório |
| 20 set | 18:00 | Callipo Sport      | 1–3    | Powervolley Milano | 14–25 | 25–20 | 15–25 | 22–25 |       | 76–95   | Relatório |
| 23 set | 20:30 | Powervolley Milano | 2–3    | Volley Milano      | 13–25 | 28–26 | 25–20 | 21–25 | 16–18 | 103–114 | Relatório |
| 23 set | 20:30 | Verona Volley      | 0–3    | Callipo Sport      | 24–26 | 21–25 | 24–26 |       |       | 69–77   | Relatório |

### Grupo B
|     |                   |     | Jogos | Jogos | Jogos | Resultados | Resultados | Resultados | Resultados | Resultados | Resultados | Sets | Sets | Sets  | Pontos | Pontos | Pontos |
| Pos | Equipe            | Pts | T     | V     | D     | 3–0        | 3–1        | 3–2        | 2–3        | 1–3        | 0–3        | V    | P    | R     | V      | P      | R      |
| --- | ----------------- | --- | ----- | ----- | ----- | ---------- | ---------- | ---------- | ---------- | ---------- | ---------- | ---- | ---- | ----- | ------ | ------ | ------ |
| 1   | Pallavolo Padova  | 7   | 3     | 3     | 0     | 0          | 1          | 2          | 0          | 0          | 0          | 9    | 5    | 1.800 | 321    | 304    | 1.056  |
| 2   | Porto Robur Costa | 7   | 3     | 2     | 1     | 2          | 0          | 0          | 1          | 0          | 0          | 8    | 3    | 2.667 | 258    | 236    | 1.093  |
| 3   | Top Volley        | 4   | 3     | 1     | 2     | 0          | 1          | 0          | 1          | 0          | 1          | 5    | 7    | 0.714 | 267    | 271    | 0.985  |
| 4   | You Energy        | 0   | 3     | 0     | 3     | 0          | 0          | 0          | 0          | 2          | 1          | 2    | 9    | 0.222 | 240    | 275    | 0.873  |

| Data   | Hora  |                   | Placar |                   | Set 1 | Set 2 | Set 3 | Set 4 | Set 5 | Total   | Relatório |
| ------ | ----- | ----------------- | ------ | ----------------- | ----- | ----- | ----- | ----- | ----- | ------- | --------- |
| 13 set | 18:00 | Porto Robur Costa | 2–3    | Pallavolo Padova  | 19–25 | 25–21 | 25–23 | 32–34 | 7–15  | 108–118 | Relatório |
| 13 set | 18:00 | You Energy        | 1–3    | Top Volley        | 22–25 | 25–23 | 26–28 | 9–25  |       | 82–101  | Relatório |
| 20 set | 18:00 | Pallavolo Padova  | 3–1    | You Energy        | 25–19 | 23–25 | 26–24 | 25–21 |       | 99–89   | Relatório |
| 20 set | 18:00 | Top Volley        | 0–3    | Porto Robur Costa | 16–25 | 23–25 | 20–25 |       |       | 59–75   | Relatório |
| 23 set | 20:30 | Porto Robur Costa | 3–0    | You Energy        | 25–23 | 25–18 | 25–18 |       |       | 75–59   | Relatório |
| 23 set | 20:30 | Pallavolo Padova  | 3–2    | Top Volley        | 20–25 | 25–21 | 19–25 | 25–23 | 15–13 | 104–107 | Relatório |

## Playoffs
|  | Quartas de final   | Quartas de final   |                    |   | Semifinais | Semifinais |  |  | Final | Final |
|  |                    |                    |                    |   |            |            |  |  |       |       |
|  |                    |                    |                    |   |            |            |  |  |       |       |
|  |                    |                    |                    |   |            |            |  |  |       |       |
|  | Lube Macerata      | 3                  |                    |   |            |            |  |  |       |       |
|  | Lube Macerata      | 3                  |                    |   |            |            |  |  |       |       |
|  | Pallavolo Padova   | 0                  |                    |   |            |            |  |  |       |       |
|  | Pallavolo Padova   | 0                  | Lube Macerata      | 3 |            |            |  |  |       |       |
|  |                    |                    | Lube Macerata      | 3 |            |            |  |  |       |       |
|  |                    | Modena Volley      | 0                  |   |            |            |  |  |       |       |
|  | Modena Volley      | Modena Volley      | 0                  | 3 |            |            |  |  |       |       |
|  | Modena Volley      |                    |                    | 3 |            |            |  |  |       |       |
|  | Volley Milano      | 0                  |                    |   |            |            |  |  |       |       |
|  | Volley Milano      | 0                  | Lube Macerata      | 3 |            |            |  |  |       |       |
|  |                    |                    | Lube Macerata      | 3 |            |            |  |  |       |       |
|  |                    | Sir Safety Perugia | 1                  |   |            |            |  |  |       |       |
|  | Sir Safety Perugia | Sir Safety Perugia | 1                  | 3 |            |            |  |  |       |       |
|  | Sir Safety Perugia |                    |                    | 3 |            |            |  |  |       |       |
|  | Porto Robur Costa  | 1                  |                    |   |            |            |  |  |       |       |
|  | Porto Robur Costa  | 1                  | Sir Safety Perugia | 3 |            |            |  |  |       |       |
|  |                    |                    | Sir Safety Perugia | 3 |            |            |  |  |       |       |
|  |                    | Trentino Volley    | 0                  |   |            |            |  |  |       |       |
|  | Trentino Volley    | Trentino Volley    | 0                  | 3 |            |            |  |  |       |       |
|  | Trentino Volley    |                    |                    | 3 |            |            |  |  |       |       |
|  | Powervolley Milano | 0                  |                    |   |            |            |  |  |       |       |
|  | Powervolley Milano | 0                  |                    |   |            |            |  |  |       |       |

### Quartas de final
| Data   | Hora  |                    | Placar |                    | Set 1 | Set 2 | Set 3 | Set 4 | Set 5 | Total  | Relatório |
| ------ | ----- | ------------------ | ------ | ------------------ | ----- | ----- | ----- | ----- | ----- | ------ | --------- |
| 27 jan | 17:00 | Lube Macerata      | 3–0    | Pallavolo Padova   | 25–13 | 25–12 | 25–16 |       |       | 75–41  | Relatório |
| 27 jan | 20:30 | Modena Volley      | 3–0    | Volley Milano      | 28–26 | 25–17 | 26–24 |       |       | 79–67  | Relatório |
| 27 jan | 18:00 | Sir Safety Perugia | 3–1    | Porto Robur Costa  | 25–27 | 26–24 | 26–24 | 25–21 |       | 102–96 | Relatório |
| 27 jan | 19:00 | Trentino Volley    | 3–0    | Powervolley Milano | 25–22 | 25–21 | 25–21 |       |       | 75–64  | Relatório |

### Semifinais
| Data   | Hora  |                    | Placar |                 | Set 1 | Set 2 | Set 3 | Set 4 | Set 5 | Total | Relatório |
| ------ | ----- | ------------------ | ------ | --------------- | ----- | ----- | ----- | ----- | ----- | ----- | --------- |
| 30 jan | 15:30 | Lube Macerata      | 3–0    | Modena Volley   | 27–25 | 25–22 | 25–21 |       |       | 77–68 | Relatório |
| 30 jan | 18:00 | Sir Safety Perugia | 3–0    | Trentino Volley | 25–19 | 25–14 | 25–17 |       |       | 75–50 | Relatório |

### Final
| Data   | Hora  |               | Placar |                    | Set 1 | Set 2 | Set 3 | Set 4 | Set 5 | Total | Relatório |
| ------ | ----- | ------------- | ------ | ------------------ | ----- | ----- | ----- | ----- | ----- | ----- | --------- |
| 31 jan | 18:00 | Lube Macerata | 3–1    | Sir Safety Perugia | 25–17 | 18–25 | 25–17 | 25–17 |       | 93–76 | Relatório |

## Premiação
| Copa Itália de 2020–21             |
| Marcas                             |
| ---------------------------------- |
| Lube Macerata Campeão (7.° título) |